# Коренно население на Канада
Коренно население на Канада (или аборигени) са Първите нации, Метисите и Инуитите. Това са първоначалните обитатели на Канада. При преброяването на населението от 2016 г. над 1,6 милиона души в Канада са идентифицирани като коренно население, което представлява 4,9 % от населението на страната.
Инуитите обитават предимно северните райони на Канада. Тяхната родина, известна като инуитски Нунангат, включва голяма част от земята, водата и леда в арктическия регион. Метисите са със смесен европейски и местен произход и живеят предимно в Прерийните провинции и Онтарио, както и в други части на страната. Народите на Първите нации заемат територии на юг от Арктика.
Законът за индианците - основният закон, чрез които федералното правителство управлява различни въпроси, свързани с въпросите на местното население разделя коренното население на две категории: индианци със статут и индианци без статут. Индианците със статут са лица, които са вписани в индианския регистър и им се издават лични карти (известни като карти със статут), които съдържат информация за тяхната самоличност, група и регистрационен номер. Индианците, които са без статут, са коренни народи, които не са регистрирани от федералното правителство.
Всички коренни народи в Канада са защитени от раздел 35 в Конституцията от 1982 г., който залага правата на коренното население. Департаментите на федералното правителство, отговорни за въпросите на коренното население, са връзките между коренното и коренното население и северните дела и службите за коренното население.
Много коренни нации са подписали договори с Короната. Тези споразумения позволяват използването на местни земи в замяна на годишни плащания и/или други ползи. Договорите формират конституционната и морална основа на съюза между коренното население и Канада.

## История
Коренното население  е в Канада от незапомнени времена. Те образуват сложни социални, политически, икономически и културни системи преди европейците да дойдат в Северна Америка.
С колонизацията и заселването с бели хора традиционният начин на живот на коренното население е променен завинаги. Колониалните практики и политики, като Индианския закон, системата за преминаване, резерви и училища интернати  се стремяха да контролират и асимилират коренното население.
Такива практики и политики съчетани с расизъм, актове на сегрегация, загуба на земя и намаляващ или неравен достъп до хранителни ресурси и обществени услуги са имали опустошителни последици за здравето и социално-икономическото благосъстояние на коренното население.

## Демография
В преброяването от 2016 г., 1 673 785 души в Канада са се идентифицирани като местни, които съставляват 4,9 на сто от националното население. Като членове на Първи нации са регистрирани  977 230,  метиси 587 545 и инуити 65 025.
Коренното население в Канада расте непрекъснато; от 2006 г. то е нараснало с 42,5 %, повече от четири пъти от темповете на растеж на неместното население. Статистиката на Канада прогнозира, че през следващите 20 години коренното население вероятно ще нарасне до повече от 2,5 милиона души. Промените в населението отразяват увеличената продължителност на живота, високата раждаемост и повече хора, идентифициращи се с коренното население при преброяването през 2016 г.
Преброяването през 2016 г. показва ръст на населението в общностите на Първите нации както в резерватите така и извън тях; от 2006 г. до 2016 г. населението в резерватите нараства с 12,8 %, докато населението извън резерватите нараства с 49,1 %. Статистиката сочи, че близо две трети от метисите живеят в град през 2016 г. За инуитите близо 75 % от населението обитава инуитски Нунангат, част от традиционната им територия, обхващаща сушата, водата и леда в Арктика.